# گمینا پووچن-زدروی
گمینا پووچن-زدروی (به لهستانی:  Gmina Połczyn-Zdrój) یک گمینا در لهستان است که در شهرستان شویدوین واقع شده‌است. گمینا پووچن-زدروی ۳۴۳٫۷۱ کیلومتر مربع مساحت و ۱۶٬۰۱۶ نفر جمعیت دارد.

## خواهرخوانده
شهر کونتروگرا خواهرخواندهٔ گمینا پووچن-زدروی هست.